# 2017년 서부 이라크 공세
서부 이라크 공세 (2017년)는 이라크 보안군이 안바르 주 서부 및 시리아와의 국경지대에서 ISIL에 맞서 싸우는 작전이다. 2017년 10월 26일부터 시작되었다.

## 배경
서부 안바르 주의 여러 마을들은 2014년 ISIL에게 점령되었다. 2017년 공세 이전에 이라크군은 라마디와 팔루자 같은 안바르 주의 주요 도시들을 ISIL로부터 탈환했지만, 시리아 국경지역에 위치한 아나, 라와, 알 카임과 넓은 교외 지역은 ISIL의 통제 하에 놓여 있었다. 이라크군의 작전이 2017년 1월 서부 안바르 지역을 중심으로 개시되었으나, 모술 서안 지역 탈환을 위해 사르가와 자위야 마을의 탈환 이후 중지되었다.
유프라테스 계곡에서의 작전이 2017년 8월 탈아파르 전투 이후 시작되었다. 이라크 군에 따르면 ISIL이 점령한 알카임, 라와, 아나의 탈환도 주요 목표에 포함되어 있으며, 이 지역은 이라크 내에서 ISIL이 침투한 2개의 거점 중 하나다. 9월 11일부터 9월 16일까지, 이라크 공군은 역내 공습을 수행해 306명의 무장대원들을 사살했다. 9월 15일 저녁, 이라크 항공기가 민간인들을 보호하고 무장단체에게 항복을 요구하기 위해 아카샤트, 아나, 라와, 알카임에 전단을 투하했다.

## 전투
이라크 총리 알아바디는 10월 26일 알카임과 라와의 서부 국경 지역을 탈환하기 위해 공세를 선언했다. 그는 "영웅적인 부대들이 알카임, 라와와 주변 마을 및 고지를 해방하기 위해 이라크 테러주의의 마지막 소굴을 향해 진격하고 있습니다."라고 언급했다. 이라크군은 주요 병력, 경찰, 수니파 부족구성원, 그리고 대부분의 시아파 무장단체로 이루어져 있으며, 이들은 공세에 참여하고 있다. 압둘 아미르 야랄라는 알카임에서 남동쪽으로 55km 떨어진 움알와즈 마을과 알카임에서 120km 떨어진 후세이니야트 지역 근처의 H-2 공군기지를 탈환했다고 선언했다. 유엔에 따르면, 5만 명의 주민들이 알카임과 라와에 남아있는 것으로 알려졌다. 한편, 이라크 군 중령인 와리드 알둘라이미는 아나둘루 방송국에 그들이 라와 분기점과 자바브 구역을 점령했다고 말했다. 이 지역은 라와에서 서쪽으로 2km 떨어진 지역이다.
이라크 육군의 전쟁미디어부는 10월 27일 인민동원군이 아카샤트-알카임 도로 중 43km를 장악하고, 알카임 남쪽의 301평방킬로미터 정도의 지역을 탈환했다고 선언했다. 전쟁미디어부는 인민동원군이 알캄 시멘트 공장과 알카옴 채석장, 알카임 정류소와 수도관을 확보했다고 덧붙였다. 한편 이라크군은 유프라테스 강 남안의 알잘라와 북부 자바브, 아와니 마을을 점령했다. 육군 소장 카심 알무하마디는 아나둘루 방송국에 같은 날 25일 알카임에서 40km 떨어진 T1 지역에서 이라크군과 ISIL 사이의 충돌에서 25명의 무장단체원들이 죽었다고 말했다. 그는 다수의 무장대원들이 알카임 중심 지역으로 철수했다고 보고했다. 안바르 경찰 지구대장인 아흐메트 알둘라이미는 5명의 무장단체원들과 2명의 부족구성원이 같은 지역에서 하루 전 사망했다고 보고했다.
합동작전사령부는 10월 28일 친이라크 병력이 무장단체의 은신지에서 무장단체원들을 격파한 후 알카임 동쪽의 넓은 지역을 장악했다고 언급했다. 사령부는 병력이 유프라테스 강의 교량과 많은 마을들, 알카임 철도역, 알카임 공군기지와 아카스 정유소를 장악했다고 덧붙였다. 사령부는 75명의 무장대원들이 죽고, 9대의 차량 폭탄과 10대의 무장단체 차량들, 그리고 폭탄 제조소 4곳이 파괴되었으며 378개 이상의 급조폭발물이 제거되었다고 밝혔다. 이라크 국방부는 10월 29일 이라크 항공기가 항복을 목적으로 안바르 주 내 IS 통제 지역에 수천 장의 전단을 뿌렸다고 말했다. 이라크 보안군은 같은 날 ISIL 지도자들의 도주와 공습으로 인한 사망 때문에 전투원들이 부카말 지역으로 철수했다고 밝혔다. 한편 인민동원군 사령관인 카타리 알사마르마드는 알카임의 군사 장교 라에드 알아투리와 그의 동행인 6명이 이라크 전투기에 의해 사망했다고 밝혔다.
10월 31일, 이라크군은 알카임의 변두리에 도달했다. 합동작전사령부는 미국의 공습과 수니파 부족구성원들이 지원 하에 이라크군이 알오베이디 마을을 점령했다고 선언했으며 ISIL이 군의 진격에 저항했으나 대부분의 대원들은 알카임 도심 지역으로 철수했다고 밝혔다. 야랄라는 그들이 시멘트 공장과 인산염 제조시설을 점령했다고 말했다. 그는 그들이 근처 거주단지와 오베이디 인근의 9개 마을, 그리고 아카스 정유소 인근의 넓은 지역을 장악했다고 덧붙였다. 육군 준장 누마안 압둘조바이는 알카임 서쪽에 위치한 라페다 마을과 알카심도 점령했다고 밝혔다. 이라크 석유 장관 자바르 알루아비는 11월 2일 이라크군이 아카스 가스생산소를 점령했다고 밝혔다.제7사단의 사단장인 누만 아브드 알자우바에이는 같은 날 병력이 인민동원군의 지원 하에 사아다 지역과 알카임 서쪽의 제리이브 및 쿠나이트라를 점령하고 몇몇의 무장단체 인원들을 사살했으며 부비트랩 차량 다수를 파괴했다고 말했다.
이라크 육군은 부카말-알카임 국경 지역을 11월 3일 탈환했다. 합동작전사령부는 이 날 알카임에 진입했다고 선언했다. 인민동원군은 마을의 기차역과 알카라블라 교외 지역을 그 날 점령했으며, 가자 교외지역에 진입했다. 이라크 총리 하이다르 압바디는 그날 정부군이 알카임을 점령했다고 선언했다. 이로 인해 ISIL의 주요 통제 도시는 라와만 남게 되었다.

## 같이 보기
- 탈아파르 전투